# Kokille

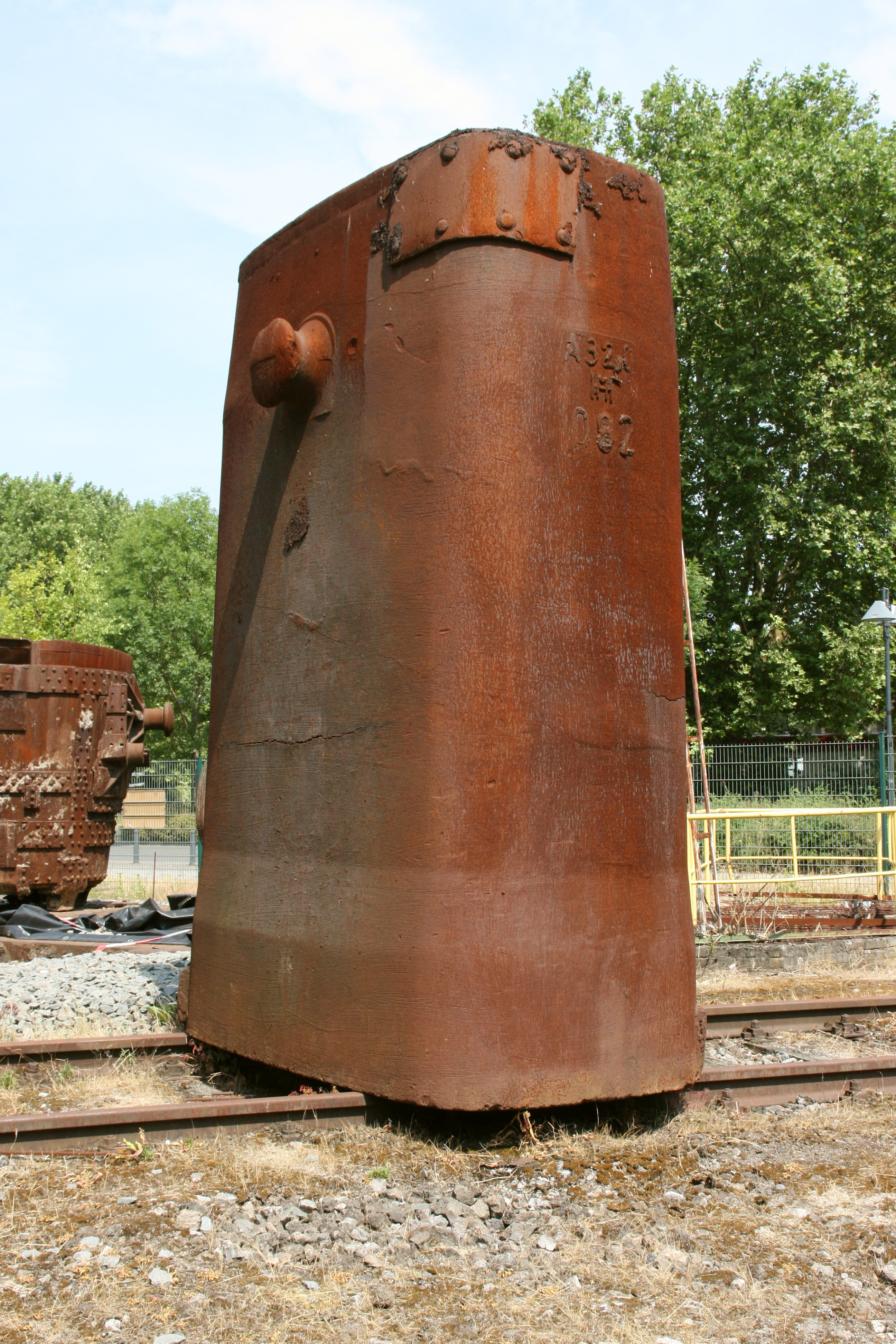
Kokille für den Blockguss

Kokillen sind wiederverwendbare Formen zum Gießen (Kokillengießverfahren) von Metallen und Legierungen. Eine Kokille kann beim Blockguss unten geschlossen oder beim Strangguss unten offen sein.

## Kokillen im Blockguss
Eine Kokille für den Blockguss besteht aus einer geometrisch einfach gehaltenen Gussform üblicherweise aus Sphäroguss, die wiederverwendet werden kann. Dazu sind die Seiten in der Regel angeschrägt (konisch), um den Block nach 1 bis 30 Stunden Erstarrungszeit leicht aus der Form herauslösen zu können. Diese Kokillen werden eingesetzt für:
- Große  Schmiedestückrohlinge mit einem Blockgewicht von über 10 Tonnen.
- Schwer vergießbare bzw. seigerungsempfindliche Legierungen, die im Strangguss nicht ausreichend homogen erstellt werden können.
- Zwischenblöcke als Elektrode für ESU-Prozesse. Diese Kokillen weisen keine Konizität auf.

Fast ausschließlich werden Kokillen für den steigenden Blockguss eingesetzt, die hierzu auf einer Gespannplatte angeordnet sind. Historisch werden zur Charakterisierung von Kokillen die Konizität und das Verhältnis von Höhe H zu Durchmesser D (H/D-Verhältnis) verwendet und im Rahmen der Prozessoptimierung angepasst:
Konizität
Eine geringe Konizität wird vom Folgeprozess wie dem Schmieden oder Walzen gewünscht. Auf der anderen Seite verbessert eine höhere Konizität den Erstarrungsverlauf in der Zentralachse und reduziert dort zu findende Fehler wie Mikrolunker oder nichtmetallische Einschlüsse.
H/D-Verhältnis
Hängt mit dem Oberflächen zu Volumenverhältnis ab. Hiervon hängt maßgeblich die Erstarrungszeit ab. Bei einer zu kurzen Erstarrungszeit kann die Erstarrungsfront im Kern ungünstig verlaufen. Eine zu lange Erstarrungszeit belegt den Gießplatz und reduziert die maximal mögliche Produktionsleistung.
Folgende Geometrien werden überwiegend eingesetzt:
Bramme
mit einem rechteckigen Querschnitt, wobei die Länge deutlich größer ist als die Breite.
Vierkant
nahezu quadratischer Querschnitt. Je nach Ausprägung einer Fase auch als Achtkant bezeichnet. Sowohl für Walzwerke als auch Schmieden.
Polygonal
als regelmäßiges n-Eck mit Abrundungen.
Rund
für Weiterverwendung als ESU-Elektrode; in der Regel ohne Konizität.
Ecken werden immer vermieden und durch Abrundungen oder Fasen ersetzt, da zu geringe Radien bei der Temperaturwechselbeanspruchung zu Rissen führen.
Ebene Seitenflächen werden häufig bombiert: Die Fläche wird nach innen oder nach außen gewölbt. Nicht bombierte Flächen neigen mit zunehmendem Einsatz dazu, sich in das Volumen zu wölben. Diese Bombierung führt bei den Polygonalblöcken zu der typischen Form.
Beim fallenden Guss kommt es durch Metallspritzer zu Oberflächenfehlern.

## Kokillen im Strangguss
Eine Kokille für den Strangguss hingegen besteht aus wassergekühlten Kupferplatten (Kokillenplatte) bzw. Kupferrohr (Kokillenrohr). Kupfer wird verwendet, weil dieses die Wärme des zu gießenden Stahls deutlich besser ableiten kann als z. B. Stahl. 
Im Strangguss werden Brammen für Blechprodukte sowie Knüppel mit Rund- und Quadratformat für Draht-, Stab- und Profilprodukte vergossen.
Beim Brammenstrangguss unterscheidet man zwischen den Schmal- und den Breitseiten. Die Schmalseiten sind zwecks Breitenverstellung der zu gießenden Brammen einstellbar. Die hydraulisch oder mechanisch per Federkraft angestellten Breitseiten werden hierzu entspannt, um die Verstellung der Schmalseiten zu ermöglichen. Die Schmalseiten können also während des Gießbetriebes verstellt werden. Nach der Verstellung auf die gewünschte neue Breite wird die ursprüngliche Klemmkraft wiederhergestellt.
Die Schmalseiten stehen konisch, das heißt, sie stehen oben weiter auseinander als unten. Dies ist notwendig, da der flüssige Stahl in der Kokille so stark gekühlt wird, dass dieser eine dünne Schale bildet und sich dabei zusammenzieht. Wären die Schmalseiten nicht konisch angestellt, würde der Strang im unteren Bereich der Kokille nicht mehr geführt werden und es wäre keine Wärmeabfuhr mehr möglich. Die noch sehr dünne Hülle würde durch den flüssigen Kern wieder aufschmelzen und reißen. In diesem Falle würde der flüssige Kern des Stranges die Strangschale durchbrechen und in den Gießbogen fließen und somit einen Anlagenstillstand von Stunden bis Tagen verursachen. Die Konizität der Schmalseiten hängt hauptsächlich von der Formatbreite und der zu gießenden Stahlqualität ab. Vereinfacht gilt: Je breiter das zu gießende Format ist, desto größer wird die Schmalseitenkonizität eingestellt.
Während des Gießens oszilliert die Kokille vertikal. Dies ist erforderlich, damit die sich bildende Strangschale nicht an den Kupferplatten kleben bleibt. Die gegossenen Brammen haben daher – besonders an den Schmalseiten – sog. Oszillationsmarken.
Um ein Ankleben in der Kokille zu verhindern, wird zudem auf das Stahlbad in der Kokille Gießpulver (Trennmittel) aufgebracht. Dieses Gießpulver enthält entsprechende Stoffe, die ein Anhaften des Stranges an den Kupferplatten verhindern. Durch die Oszillationsbewegung gelangt das aufgeschmolzene Gießpulver zwischen Strangschale und Kupferplatten. Das Gießpulver hat zudem die Funktion, den flüssigen Stahl von der Umgebungsluft abzuschließen, da dieser mit der Luft reagiert und somit die Stahlqualität beeinflusst würde.
Die Brammen, die gegossen werden können, variieren in der Breite und der Dicke. Mit konventionellen Kokillen werden typischerweise 200 bis 400 mm dicke und bis zu 2000 mm breite Brammen erzeugt. Seit Anfang der 90er Jahre werden auch Dünnbrammenkokillen eingesetzt, mit denen Brammen von 45 bis 90 mm Dicke und bis zu 2000 mm Breite gegossen werden. Es gibt auch spezielle Konstruktionen, etwa für bis zu 3300 mm breite Brammen bei 150 mm Dicke.
Zur Verbesserung der Produktqualität werden manche Kokillen mit elektromagnetischen Bremsen, seltener auch mit elektromagnetischen Rührern ausgerüstet. Diese bestehen aus Spulen, mit denen Magnetfelder erzeugt werden, die die Strömungsverhältnisse innerhalb des Stahlbades in der Kokille beeinflussen. Diese Einrichtungen können entweder fest an der Kokille installiert sein oder es kann sich um Vorrichtungen handeln, die erst nach dem Einsetzen der Kokille in die Gießmaschine hydraulisch an die Kokille herangefahren werden.
Die Kokillen für Knüppelstrangguss sind nicht verstellbar, sondern müssen bei Formatwechsel getauscht werden. Die Kokillen sind symmetrisch und damit allseitig konisch. Die Knüppelformate variieren von 130 bis 240 mm im Quadrat sowie 150 bis 300 mm rund. Weiterhin gibt es auch Zwischenformate zum Brammenguss hin.
Weiter werden sowohl für Platten, wie auch für Rohre Beamblank-Formate (H-Format) zum Guss für Träger eingesetzt.